# Amphithalea
- Commons
- Wikispecies

Amphithalea Eckl. & Zeyh. é um género botânico pertencente à família Fabaceae.

## Sinonímia
- Coelidium  Vogel ex Walp.
- Lathriogyne Eckl. & Zeyh.

## Espécies
| - Amphithalea alba - Amphithalea axillaris - Amphithalea biovulata - Amphithalea bodkinii - Amphithalea bowiei - Amphithalea bullata - Amphithalea candicans | - Amphithalea cedarbergensis - Amphithalea ciliaris - Amphithalea concava - Amphithalea cuneifolia - Amphithalea cymbifolia - Amphithalea dahlgrenii |

- «Lista completa»